# Flex-Able Leftovers
Flex-Able Leftovers è un EP, pubblicato in edizione limitata, del compositore e chitarrista statunitense Steve Vai. Registrato tra il 1982 e il 1984 è stato inizialmente pubblicato nel 1984 come vinile (in 2000 copie!) e solamente ordinabile tramite posta. Il 10 novembre 1998 la Sony Records pubblica una nuova edizione, contenente cinque tracce bonus non comprese nella versione originale.
Questo è l'unico album di Steve Vai con il Parental Advisory, per via della prima traccia contenente oltre trenta espressioni volgari.

## Tracce
Tutte le tracce scritte da Steve Vai, eccetto dove indicato.
In Side
1. "You Didn't Break It" (Bob Harris, Suzannah Harris) – 4:14
2. "Bledsoe Bluvd" – 4:22
3. "The Beast of Love" (Joe Kearney) – 3:29
4. "Burnin' Down the Mountain" – 4:22

Out Side
1. "So Happy" (Vai, Laurel Fishman) – 2:43
2. "Details at 10" – 5:57
3. "Little Pieces of Seaweed" (Vai, Larry Kutcher) – 5:12
4. "Chronic Insomnia" – 2:00

Il 10 Novembre 1998 viene pubblicato un album con lo stesso nome contenente cinque tracce bonus, l'album appare molto
diverso e l'ordine delle tracce è il seguente:
1. "Fuck Yourself" (Listed as #?@! Yourself) (Bonus Ed. 1998) – 8:27
2. "So Happy" (Vai, Laurel Fishman) – 2:43
3. "Bledsoe Bluvd" – 4:22
4. "Natural Born Boy" (Bonus Ed. 1998) – 3:34
5. "Details at 10" – 5:58
6. "Massacre" (Bonus Ed. 1998) – 3:25
7. "Burnin' Down the Mountain" – 4:22
8. "Little Pieces of Seaweed" – 5:12 (Vai, Larry Kutcher)
9. "San Sebastian" (Bonus Ed. 1998) – 1:08
10. "The Beast of Love" (Joe Kearney) – 3:30
11. "You Didn't Break it" (Bob Harris, Suzannah Harris) (1998 Version, with Robin DiMaggio (Drums)) – 4:19
12. "The X-Equilibrium Dance" (Bonus Ed. 1998) – 5:10
13. "Chronic Insomnia" – 2:00

## Formazione

### Musicisti
- Steve Vai – voce, chitarra acustica ed elettrica, sitar, tastiera, pianoforte elettrico, basso, cori
- Tommy Mars – voce, violino, tastiera
- Stu Hamm – voce, basso
- Bob Harris – cori
- Joe Kearney – cori
- Alex Acerra - cori
- Larry Crane – xilofono, lira, vibrafono
- Robin DiMaggio – batteria
- Chris Frazier – batteria
- Deen Castronovo – batteria
- Pete Zeldman – percussioni
- Suzannah Harris – cori

### Altro
- Eddy Schreyer - mastering
- Lill Vai – effetti
- Joe Despagni – effetti